# 김민경의 NOW JEJU
김민경의 NOW JEJU는 JIBS New Power FM(제주 101.5MHz, 서귀포 98.5MHz, 제주 서부 97.5MHz)에서 2018년 9월 3일부터 2025년 1월 15일까지 7년간 평일 아침 9시부터 11시까지 방송한 JIBS 제주방송 김민경 아나운서 진행했던 라디오 프로그램이다.

## 진행
- 김민경 아나운서 (여)

## 같이 보기
- JIBS
- JIBS New Power FM
- SBS 파워FM
- 아름다운 이 아침 봉태규입니다